# Pudim abade de Priscos

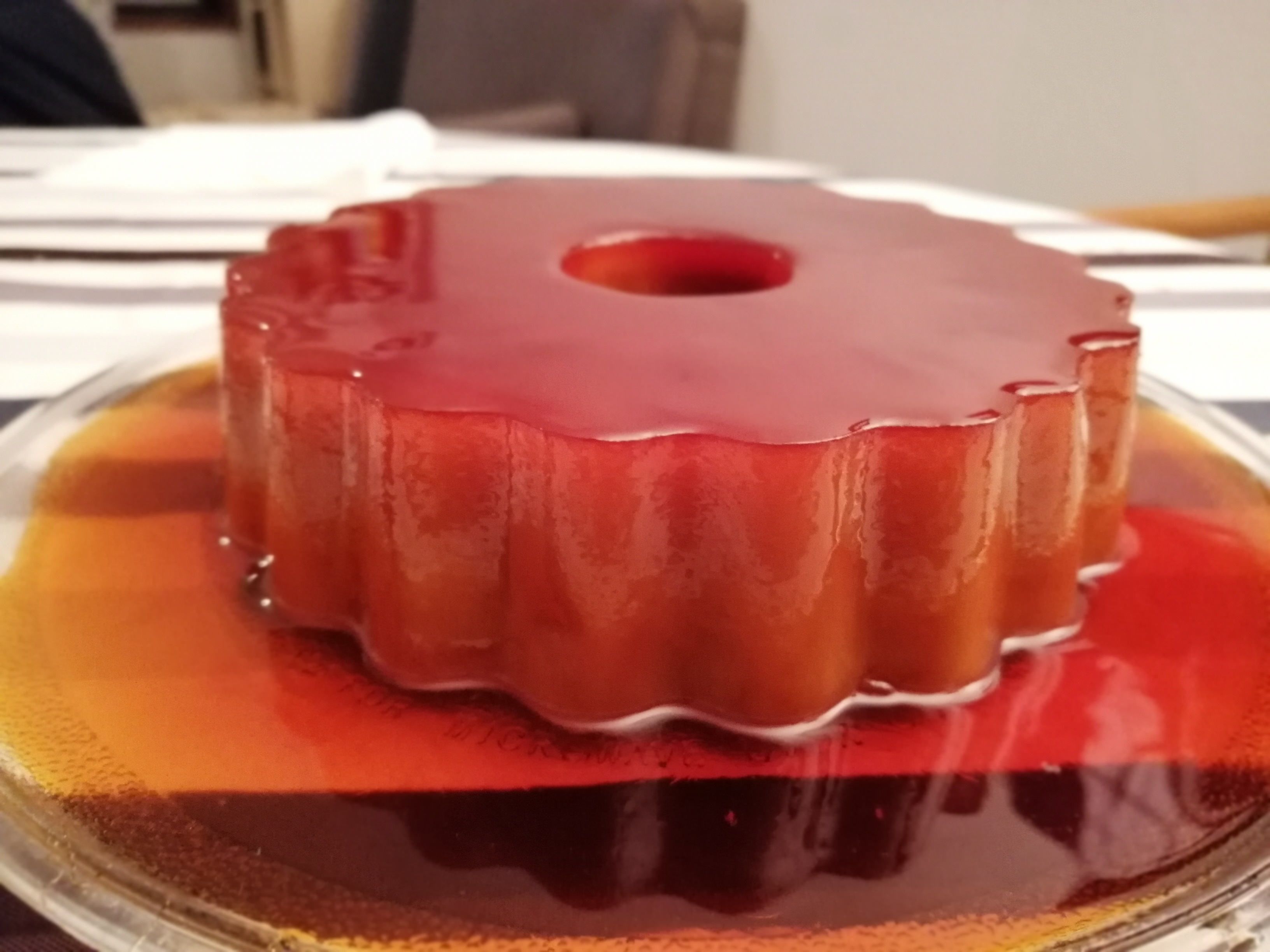
Imagem de um Pudim de Abade Priscos confeccionado de acordo com a receita original.

O pudim abade de Priscos é um pudim típico de Braga, Portugal sendo uma das poucas receitas que o abade de Priscos transmitiu para o público.
O pudim ficou conhecido quando Pereira Júnior, director do Magistério Primário feminino de Braga no antigo Convento dos Congregados, pediu ao Abade de Priscos receitas para ensinar no magistério. 
O pudim é confeccionado num tacho de latão ou cobre onde é colocado meio litro de água. Quando esta estiver a ferver, coloca-se meio quilo de açúcar fino ou pilé, uma casca de limão, um pau de canela e cinquenta gramas de toucinho de presunto fatiado (parte mais gorda limpa da superfície amarela ou oxidada) muito fino (é proposto que seja gordo e de preferência de Chaves ou de Melgaço) e deixa-se ferver até atingir ponto de fio. Batem-se delicadamente (para não introduzir ar) quinze gemas até ficar a mistura homogénea e mistura-se-lhes um cálice de vinho do Porto (de preferência Tawny 20 anos ou superior) até ficar em meio ponto, depois de bater novamente. A calda de açúcar, depois de arrefecer até cerca de 70°/80 °C, é então vazada através de um coador fino para a tigela onde estão as gemas, mexendo-se tudo delicadamente para não introduzir ar. De cada vez que se mexer a mistura das gemas, esta deverá repousar alguns minutos de forma a que a todo o ar que eventualmente possa ter sido introduzido possa sair e, assim, evita-se que a textura do pudim fique com pequenos buracos. Barra-se uma forma com açúcar em caramelo e deita-se aí o preparado, que é posto a cozer durante cerca de 40 minutos em banho-maria no forno a 180º. Em alternativa, poderá ser cozido em banho-maria no fogão, cerca de 35 minutos (+ 10 minutos desligado), tendo o cuidado de não deixar ferver a água. O pudim é desenformado quando estiver frio. Deixar arrefecer naturalmente pois acelerar o arrefecimento no frigorífico pode comprometer a consistência aveludada.
O Pudim de Abade Priscos deverá ficar com uma consistência delicada, gelatinosa e que se "desfaz na boca".
Este doce foi um dos candidatos finalistas às 7 Maravilhas da Gastronomia portuguesa.